# Verladung

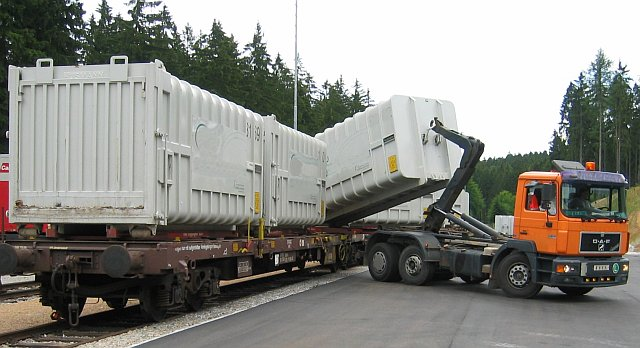
Abrollcontainer-Transportsystem

Eine Verladung (oder das Verladen) bezeichnet im Transportwesen das Auf-, Be-, Ab-, Um- oder Entladen von Gütern oder Tieren auf oder von bestimmten Transportmitteln mit dem Ziel der Verlastung im Güterverkehr. Im Rahmen der Transportkette des kombinierten Verkehrs und beim Be- oder Entladen von Schiffen wird auch vom Umschlag oder dem Umschlagen (von Gütern) gesprochen.

## Allgemeines
Hierzu dienen am Verladeort eine spezielle Verkehrsinfrastrukturen wie Güterumschlagsplätze mit Einrichtungen wie Rampen, Magazinen, Lagern oder Speicher. Zur Koordinierung der Verladung an verschiedenen Rampen setzen viele Unternehmen ein Zeitfenstermanagement-System ein. Als Mittel werden zum Verladen Geräte und Anlagen verwendet, z. B. Fördertechnik sowie Verladeanlagen. 
Bei fast allen Fahrzeugen ist die Verteilung der Lasten von Bedeutung für das Fahr- bzw. Flugverhalten. Hierfür ist auf Schiffen üblicherweise der Erste Offizier, bei Frachtflugzeugen ein sogenannter Lademeister (englisch loadmaster) und bei Lastwagen der LKW-Fahrer verantwortlich.

## Personal
Das mit der Um-, Auf-, Be-, Ab- oder Entladung befasste Personal gehört meist zur Verwaltung eines Bahnhofs, Flughafens oder Hafens und wird durch die Ablader, im Seehandel vom Befrachter oder Verfrachter beauftragt.
Der jeweils beauftragte Frachtführer hat für die betriebssichere Verladung zu sorgen. Auch Lageristen, der Fahrzeugführer oder spezielles Verladepersonal können beteiligt sein. Das Verladen erfordert umfangreiche Kenntnisse im Bereich der Ladungssicherung, weil das Frachtgut beim Transport und beim Verladen stets so gesichert sein muss, dass es im Verkehr weder verrutschen, verrollen, umkippen oder gar vom Transportmittel fallen kann. Bei einer nicht betriebssicheren oder beförderungssicheren Verladung werden bei einer Kontrolle durch Ordnungsbehörden oder gar bei einem Unfall nicht nur das Verladepersonal, sondern auch der Frachtführer (Spedition), Versender/Absender, Fahrer oder Fahrzeughalter zur Verantwortung gezogen. Auch der innerbetriebliche Transport von Waren etwa mit Gabelstaplern oder anderen Flurförderzeugen muss im Sinne der Betriebssicherheit gesichert werden.
Nach § 22 StVO ist die Ladung einschließlich Geräte zur Ladungssicherung sowie Ladeeinrichtungen so zu verstauen und zu sichern, dass sie selbst bei Vollbremsung oder plötzlicher Ausweichbewegung nicht verrutschen, umfallen, hin- und herrollen, herabfallen oder vermeidbaren Lärm erzeugen kann. Dabei sind die anerkannten Regeln der Technik zu beachten.

## Zu Lande
Die Verladung im Landverkehr erfolgt im Schienenverkehr in der Regel an Güterbahnhöfen. Im Güterkraftverkehr des Straßenverkehrs werden meist nur Hebezeuge, Sauganlagen oder Pumpen verwendet.

## Zu Wasser

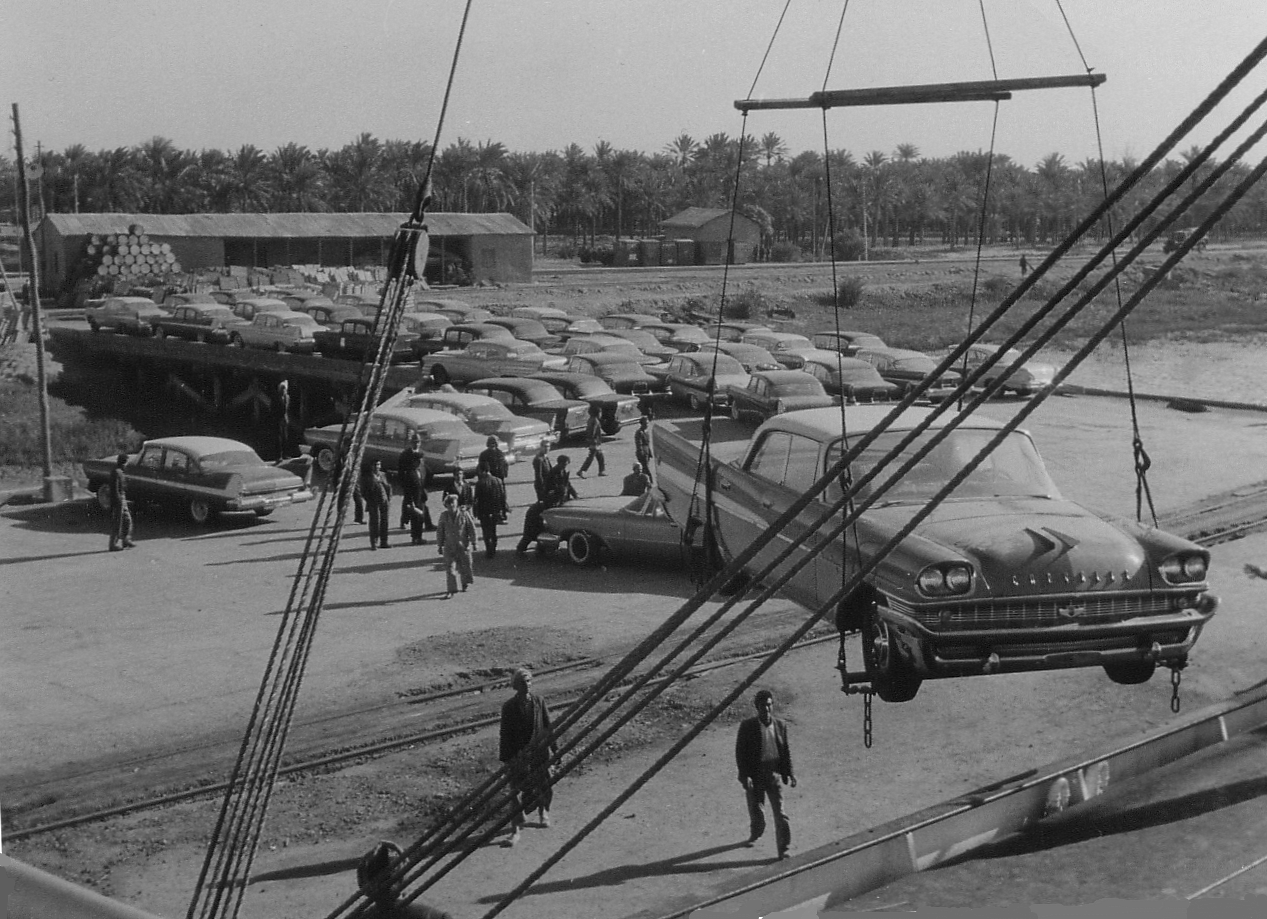
Autoentladung mit bordeigenem Ladegeschirr (1958)

Im Wasserverkehr erfolgt das Laden bzw. Entladen am Löschplatz z. B. mit Hilfe von Kranen, Sauganlagen oder Pumpen. Der Umschlag von Containern erfolgt durch Containerbrücken. Das Laden und Löschen kann auch mit bordeigenem Ladegeschirr bzw. Schiffskranen erfolgen, auch dann, wenn landseitig entsprechende Suprastruktur vorhanden ist. Das Transportgut wird im Laderaum gelagert.
Der Ladungsumschlag findet im Binnen- oder Seehafen statt.

## In der Luftfahrt

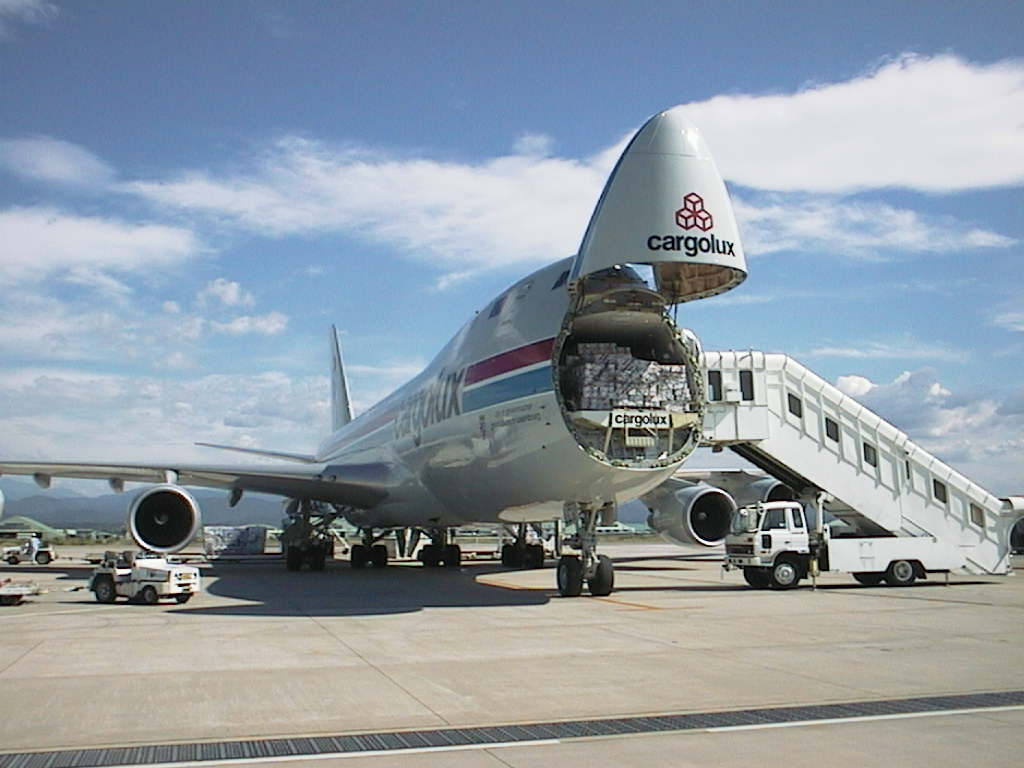
Bugseitige Verladung
(B 747-400F)

Im Luftverkehr wird Luftfracht und Luftpost (englisch cargo) fast ausschließlich als Stückgut in Containern in bzw. aus dem Unterflurfrachtraum verladen. Teilweise wird die Luftfracht auch in bzw. aus der Passagierkabine verladen, was zeit- und arbeitsaufwendiger ist. Hierbei werden die Sitze mit einzelnen Planen abgedeckt.
Die meisten Frachtflugzeuge werden über die seitlichen Frachtraumklappen im Unterdeck beladen. 
Beim Verladen in den Passagierraum werden die Seitentüren verwendet. Sehr große und spezielle Luftfahrzeugmuster wie die B 747-400F werden vom Bug her beladen. Hierfür wird eine Frontklappe unter dem Cockpit geöffnet. 
Manche militärische Frachtflugzeuge werden komplett vom Heck her beladen, z. B. Transall C-160. Typisch bei Verladungen in der Luftfahrt sind Hebebühnen sowie Fließbänder. Die Abfertigung erfolgt in der Regel an Cargo-Terminals. Die Ladezeiten sind bei Frachtflugzeugen am kürzesten, da es sich um das kostenintensivste Verkehrsmittel handelt. Standzeiten müssen daher minimal gehalten werden.
Eine seltene Sonderform des Abladens ist der Abwurf aus Flugzeugen. In der militärischen Luftfahrt und bei humanitären Hilfsaktionen findet eine Entladung teilweise durch den Abwurf der Güter statt, wobei die Behälter an Fallschirme gehängt werden. Gründe hierfür können eine unzureichende oder fehlende Flughafeninfrastruktur, Kriegszustände oder die beabsichtigte Verstreuung sein.

## Verladepapiere
Verladepapiere sind die über den Warenversand ausgestellten Warenbegleitpapiere:
- Der Frachtbrief nach § 408 HGB beinhaltet alle Daten des Frachtvorgangs (Frankatur) und wird vom Absender und gegebenenfalls vom Frachtführer unterzeichnet. Als Frachtführer kommen Spediteure (Übernahmebestätigung), Eisenbahn (Eisenbahnfrachtbrief), Schiffe (Seefrachtbrief) und Fluggesellschaften (Luftfrachtbrief) zum Einsatz. Als Ersatz für den Frachtbrief gibt es den Bordero.
- Frachtführer können auch Ladelisten erstellen.
- In der Binnenschifffahrt wird nach § 443 HGB ein Ladeschein ausgestellt, die Seeschifffahrt kennt neben dem Konnossement auch den Seefrachtbrief (§ 526 Abs. 1 HGB).

Die Abladebestätigung ist die schriftliche Bestätigung der Übernahme des Frachtguts durch den Frachtführer. 